# Petar Alberti
Petar pl. Alberti (Split, 24. kolovoza 1771. — Split, 15. svibnja 1822.), splitski političar i načelnik (1809. – 1810. i 1810. – 1811.), potomak splitske plemićke obitelji Alberti i sin patricija Lovre, i otac Ivana Lovre, kasnijeg gradonačelnika.
Bio je član splitskoga Velikog vijeća koje je nakon pada Mletačke Republike 1797. uputilo poziv rimsko-njemačkom caru Franji II. (1792. – 1835.) da Split s okolicom pod svoju vlast. Za vrijeme francuske uprave u Dalmaciji, bio je u upravi splitske općine, prvo kao prisjednik, potom privremeni načelnik, a od 22. prosinca 1810. postao je načelnik. Tada je održao svečani govor u općinskom vijeću te predložio da se francuskom maršalu Augustu Marmontu za zasluge dodijeli medalja i podigne obelisk, a njegovim imenom nazove obala.
Početkom 1816. sukobio se s austrijskom pokrajinskom vladom u Zadru odbivši da u poklonstvenu deputaciju caru uđu osim predstavnika splitske općine i predstavnici vanjskih seoskih općina. Štoviše, pokušao je za to pridobiti općine Trogira i Šibenika, ali je suspendiran s dužnosti.